# OR6A2
OR6A2 (англ. Olfactory receptor family 6 subfamily A member 2) – білок, який кодується однойменним геном, розташованим у людей на короткому плечі 11-ї хромосоми. Довжина поліпептидного ланцюга білка становить 327 амінокислот, а молекулярна маса — 36 154.
| 10         |  | 20         |  | 30         |  | 40         |  | 50         |
| ---------- |  | ---------- |  | ---------- |  | ---------- |  | ---------- |
| MEWRNHSGRV |  | SEFVLLGFPA |  | PAPLQVLLFA |  | LLLLAYVLVL |  | TENTLIIMAI |
| RNHSTLHKPM |  | YFFLANMSFL |  | EIWYVTVTIP |  | KMLAGFVGSK |  | QDHGQLISFE |
| GCMTQLYFFL |  | GLGCTECVLL |  | AVMAYDRYMA |  | ICYPLHYPVI |  | VSGRLCVQMA |
| AGSWAGGFGI |  | SMVKVFLISG |  | LSYCGPNIIN |  | HFFCDVSPLL |  | NLSCTDMSTA |
| ELTDFILAIF |  | ILLGPLSVTG |  | ASYVAITGAV |  | MHIPSAAGRY |  | KAFSTCASHL |
| TVVIIFYAAS |  | IFIYARPKAL |  | SAFDTNKLVS |  | VLYAVIVPLL |  | NPIIYCLRNQ |
| EVKRALCCTL |  | HLYQHQDPDP |  | KKASRNV    |  |            |  |            |

A: Аланін

C: Цистеїн

D: Аспарагінова кислота

E: Глутамінова кислота

F: Фенілаланін

G: Гліцин

H: Гістидин

I: Ізолейцин

K: Лізин

L: Лейцин

M: Метіонін

N: Аспарагін

P: Пролін

Q: Глутамін

R: Аргінін

S: Серин

T: Треонін

V: Валін

W: Триптофан

Кодований геном білок за функціями належить до рецепторів, g-білокспряжених рецепторів, білків внутрішньоклітинного сигналінгу. 
Локалізований у клітинній мембрані, мембрані.